# Kasteel van Strombeek
Het kasteel van Strombeek of kasteel Bloemendaal is een voormalig kasteel dat in Strombeek-Bever in de provincie Vlaams-Brabant gelegen was.
Het kasteel was gelegen tussen de Kasteelstraat en de Sint-Amandsstraat, net ten noorden van waar thans het Pastoor Claeshof zich bevindt. Het was een 17de-eeuwse waterburcht die zichtbaar is op de Ferrariskaarten als "Château de Blommendael". Bouwheer was Andreas de Pomarecho. Hij liet een kasteel bouwen met daarbij een toren, een kapel en een boerderij. Op 24 oktober 1663 verkocht Don de Pomarecho het goed aan Petrus Van Vrechem en diens vrouw Jeanne Van der Brugghen. Tot 1735 bleef het kasteel in handen van deze familie.
Op 23 april 1735 verkochten de kleinkinderen het kasteel aan Pieter Bellanger. In 1768 kwam het kasteel Bloemendaal na een publieke verkoping in handen van baron Herman Jozef de Bernard, heer van Fauconval (1734-1827) en zijn echtgenote Maria Theresia de Burlet (1734-1820).
Tijdens de Franse vervolging op het einde van de 18e eeuw werd in de kapel van het kasteel het Heilig Misoffer gecelebreerd en de schat van de abdij van Grimbergen bewaard.
Het kasteel bleef in handen van de nakomelingen van de Bernard de Fauconval: zijn dochter Theresia Charlotte (1767-1858), die met Jacques Louis de Burtin (1775-1838) was getrouwd en hun kinderen: Rodolf, ridder de Burtin (1806-1865) en Herman de Burtin de Blommendael (1807-1878). Deze laatste liet het goed na aan zijn twee dochtesrs: Maria Theresia (1842-1911, echtgenote van August Otto de Mentock) en Hortense (1844-1897, echtgenote van Louis baron de Hody-Warfusée).
In 1903 werd het kasteel nog verbouwd en vergroot, maar na een brand op 11 mei 1917 werd het niet meer heropgebouwd.
Dit kasteel mag niet verward worden met het voormalige hof van de heren van Strombeek.